# Philippe Levavasseur
Pour les articles homonymes, voir Levavasseur.
Philippe Levavasseur est un footballeur français né le 9 janvier 1946 à Périers (Manche) et mort le 19 octobre 2010 à Saint-Lô. 
Cet avant-centre a joué principalement au CS Sedan Ardennes et au FC Nantes. Il fut un buteur très efficace avec le club ardennais, où il inscrivit 48 buts en trois saisons de championnat.

## Carrière de joueur
- 1964-1965 : Stade français
- 1966 : SM Caen
- 1966-1969 : RC Paris-Sedan
- 1969-1971 : FC Nantes
- 1971-1973 : Lille OSC
- 1973-1974 : FC Metz

## Carrière de dirigeant
- 1992-1995 : Président du FC Saint-Lô Manche

## Palmarès
- Finaliste de la Coupe de France en 1970 (avec le FC Nantes)